# Trichoniscus bulgaricus
Trichoniscus bulgaricus là một loài chân đều trong họ Trichoniscidae. Loài này được Andreev miêu tả khoa học năm 1970.